# 関西文化学術研究都市

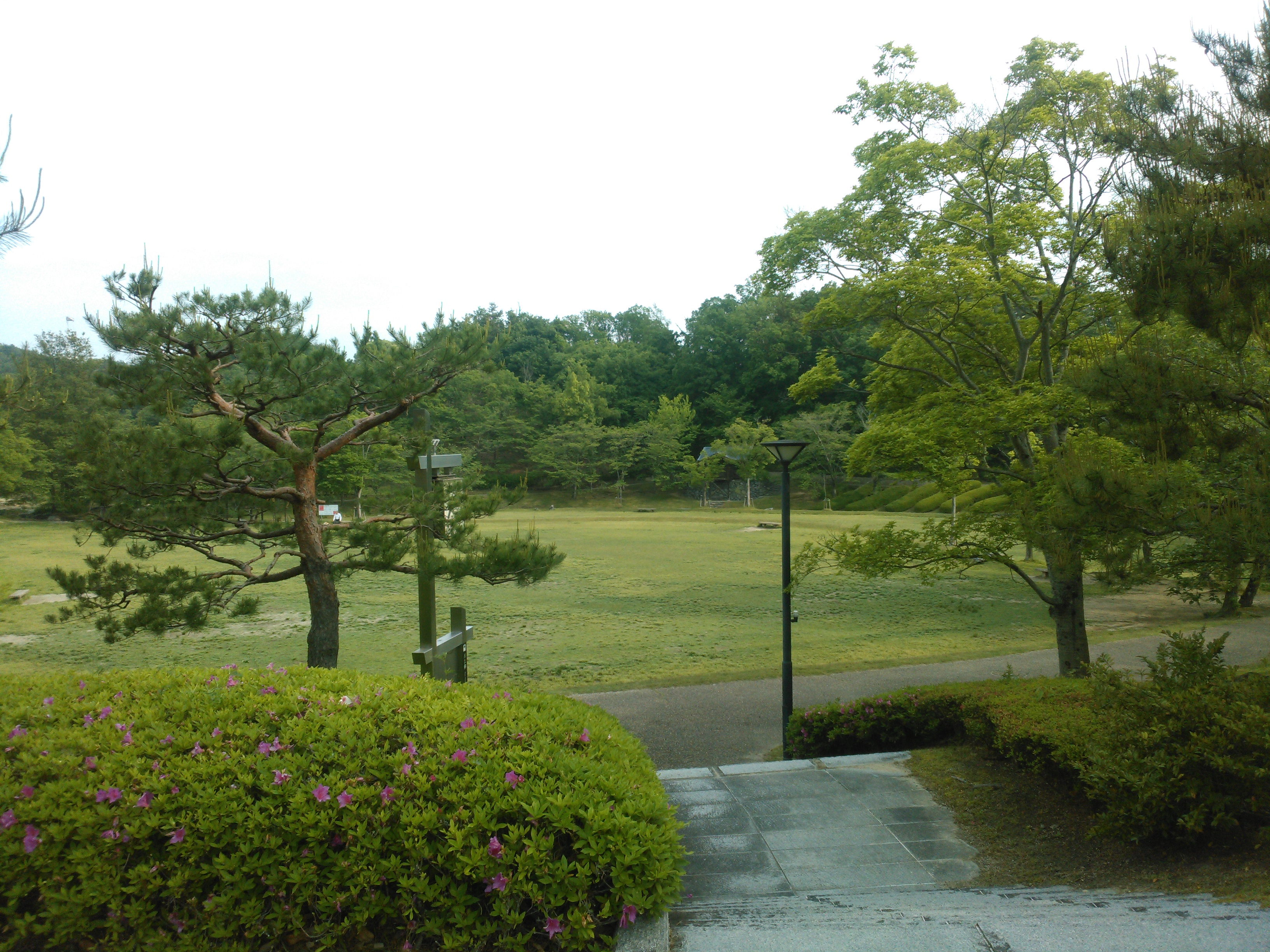
けいはんな記念公園

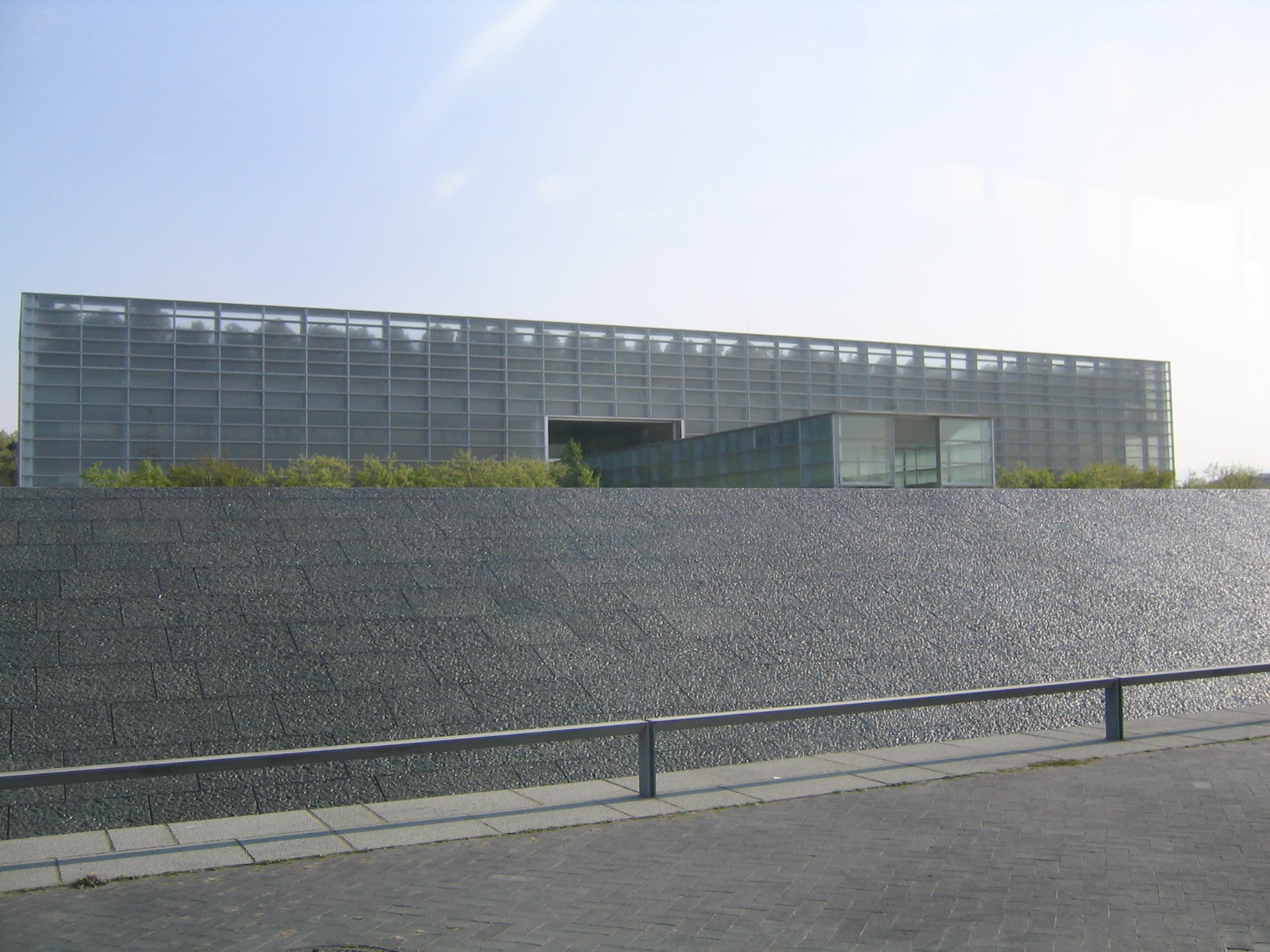
国立国会図書館関西館

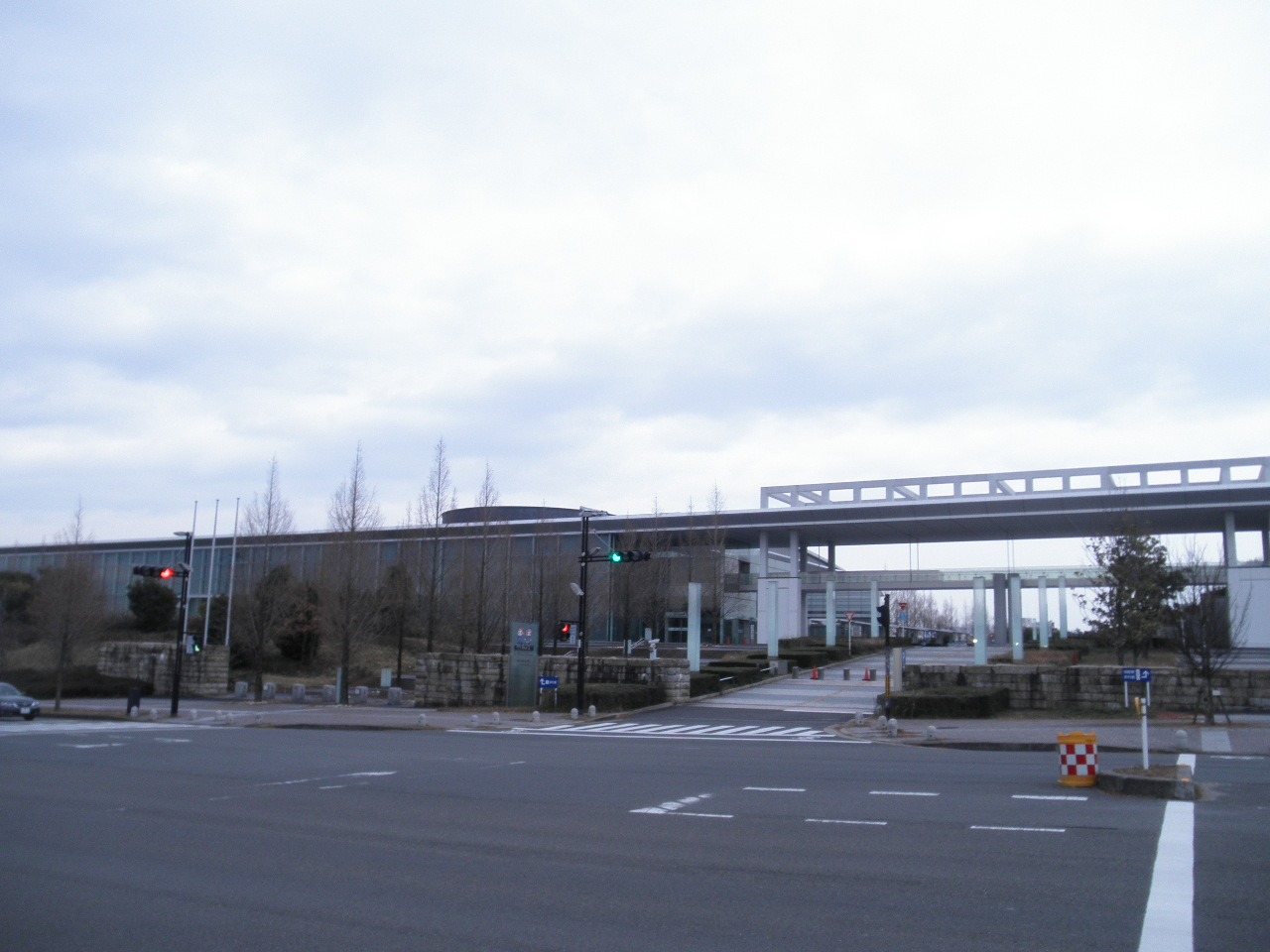
私のしごと館（現けいはんなオープンイノベーションセンター）

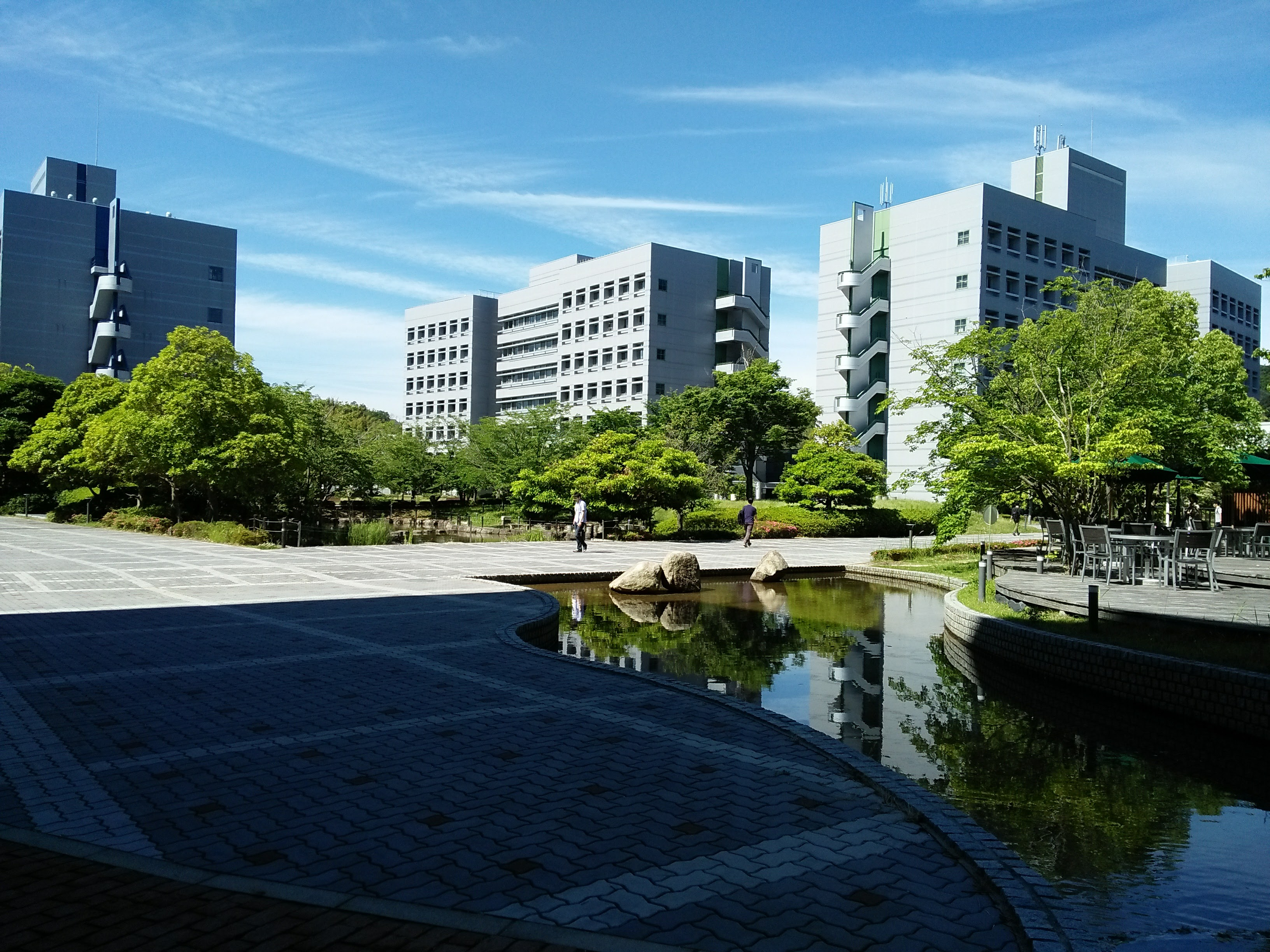
奈良先端科学技術大学院大学

関西文化学術研究都市（かんさいぶんかがくじゅつけんきゅうとし）は、大阪府、京都府、奈良県にまたがる京阪奈丘陵に位置する広域都市である。文化・学術・研究の新たな展開の拠点として1980年代から開発が進められている。愛称はけいはんな学研都市、単にけいはんなまたは学研都市とも呼ぶ。中心地区は精華・西木津地区。
以下、本項では「学研都市」と表記する。

## 発足と経緯
建設の契機は京都大学名誉教授の奥田東が中心となった「関西学術研究都市調査懇談会」（通称・奥田懇談会）の提言によるものが大きかった。奥田は提案の理由を「ローマクラブの研究報告『成長の限界―ローマ・クラブ人類の危機レポート』を読み、その内容に深い衝撃を受けたため」と語った。
奥田懇談会に参加していた、国立民族学博物館館長（当時）の梅棹忠夫は、「学術研究都市」構想が理工学系の研究だけを重視する方向に偏ることを危惧し、文化開発の重要性を指摘した（「新京都国民文化都市構想」）。梅棹のこの提案をきっかけとして、「学術研究都市」に「文化」の語が加わり、「文化学術研究都市」と呼ばれるようになった。
国土交通省は学研都市の建設の理念を「産・官・学の連携の強化と、文化・学術・研究の国際的・学際的・業際的な交流の推進」としている。学研都市には基礎研究などの中心となる地域として、文化学術研究地区（クラスター）が設定されており、開発が進められている。文化学術研究地区以外の地域は周辺地区と呼ばれる。
1994年に「都市びらき」が行われた。この頃までに、中核として計画された施設のうち、奈良先端科学技術大学院大学、国際高等研究所、けいはんなプラザ、国際電気通信基礎技術研究所などが開設され、近畿リサーチ・コンプレックスの中心としての整備も始まった。
学研都市はバブル景気時代に建設がはじまったにもかかわらず、バブル崩壊後も計画が中止にならずに、建設が進められてきた。しかし、2003年には木津地区での宅地開発計画が中止された。学研都市で開発計画が中止に追い込まれたのは、これが初めてであった。ほかにも、大手企業が研究所を閉鎖し撤退した地区や、施設の誘致が進まず空き地が目立つ地区、研究地区から住宅地区への変更・用途地域の変更を検討している地区もある。さらに、2002年には住友金属工業が、2004年にはバイエル薬品とキヤノンが学研都市から撤退した。計画が変更されている背景には不景気・需要の低迷などがあった。さらに、企業が基礎研究から研究開発に重点を移しているなど、企業の研究に対する姿勢の変化が原因とも言われている。
しかし、学研都市での研究が成果を上げていることも事実であり、今のところ、計画の大幅な変更は発表されていない。2013年頃から景気回復と災害リスクの低さが評価されて再び企業進出が進み、一部では土地利用が住宅地ゾーンから文化学術研究ゾーン等へ変更された。サントリーやニデックによる研究所設置や、三菱UFJ銀行による事務センター新設が象徴的である。
当初は職住一体の街を計画していたが、実際には大阪市や京都市の都心に働きに出る人が多く、両市に対するベッドタウンでもある。2024年4月現在、総人口は25万3823人（計画人口は41万人）、文化学術研究地区の人口は10万1646人（計画人口は18.5万人）である。
同じく計画的に建設された都市である筑波研究学園都市とは、特別法による国のプロジェクトであることなど性格が近しく、並べて語られることが多い。他方、開始が15年ほど遅かったこともあり、国費の投入よりも民間活力活用による順次の整備が推進され、国の機関の立地が少ないことや、複数の自治体にまたがる多核型の都市構造であることに違いが表れている。

## 沿革
- 1978年9月　「関西学術研究都市調査懇談会」（通称・奥田懇談会）が発足。座長は、奥田東・京都大学名誉教授。
- 1978年11月 学研都市の整備を盛り込んだ「近畿圏基本整備計画（第三次計画）」が決定される。
- 1979年4月　国土庁（現・国土交通省）が京阪奈丘陵における学術研究都市の基本構想のために調査を開始。
- 1980年4月　梅棹忠夫・国立民族学博物館館長が「新京都国民文化都市構想」[5]を発表。京都の郊外（学研都市が示唆されていた）に、奈良時代の「総国分寺」になぞらえた巨大文化施設を建設することを提唱。梅棹構想は、1979年-1982年におこなわれた大平正芳内閣の政策研究会の「田園都市国家構想グループ」でも採用された。
- 1981年8月　梅棹提案を受け、京都府は京都府南部の南山城地区（学研都市）に巨大文化施設としての国立総合芸術センター（仮称）を建設することを提唱。
- 1982年6月　国土庁が、1979-1981年度の調査結果より「学術研究都市基本構想」（パイロットプラン）を発表。都市の位置を大阪府・京都府・奈良県にまたがる丘陵地帯とし、学術研究都市の基本構想を策定した。
- 1983年3月　3府県知事、関西経済連合会会長、学識経験者などを代表委員とする「関西文化学術研究都市建設推進協議会」が発足。
- 1984年2月　奈良県が「関西文化学術研究都市における奈良県の基本構想」を発表[6]。
- 1984年4月　京都府が「関西文化学術研究都市（京都府域）建設基本計画案」発表[6]。
- 1984年7月　関係省庁が、1982-1983年度の調査結果「京阪奈地域総合整備計画調査」を発表。
- 1985年2月　大阪府が「関西文化学術研究都市大阪府基本構想」を発表[6]。
- 1985年9月　関係省庁による「関西文化学術研究都市関係省庁連絡調整会議」が発足。
- 1986年6月　「財団法人関西文化学術研究都市推進機構」設立[7]。
- 1986年6月　国土庁が「関西文化学術研究都市関係省庁連絡調整会議」の承認を得て、「関西文化学術研究都市の建設に関する基本方針」を策定。
- 1986年9月　「関西文化学術研究都市促進議員連盟」発足。
- 1987年6月　「関西文化学術研究都市建設促進法」公布・施行[7]。国家的事業として位置づけられる。
- 1987年9月　関西文化学術研究都市建設促進法に基づく「関西文化学術研究都市の建設に関する基本方針」が決定される。
- 1987年10月　学研都市の区域が決定される。
- 1988年3月　3府県の学研都市の建設に関する計画が承認される[7]。
- 1988年4月　国土庁に「関西文化学術研究都市建設推進室」が設置される。
- 1988年10月　京奈和自動車道が開通（城陽－田辺西）。
- 1991年12月　京奈和自動車道延伸（田辺西－精華下狛）。
- 1993年3月　京奈和自動車道延伸（精華下狛－山田川）。
- 1993年4月　文化学術研究交流施設「けいはんなプラザ」開設[7]。
- 1994年9月　「けいはんな学研都市フェスティバル'94」開催[6]（～11月[7]）。
- 1994年10月　都市びらき。
- 1997年4月　「基本方針」の第1回変更。
- 1998年5月　「セカンド・ステージ・プランの実現化を目指して」が発表される[6]。
- 1998年12月　平城宮跡が世界遺産に登録される。
- 1999年4月　奥田東・京都大学名誉教授が死去。
- 1999年10月　「基本方針」の第2回変更。
- 2000年4月　京奈和自動車道の延伸（山田川－木津）により京都府内が全通。
- 2000年10月　近鉄京阪奈新線着工。
- 2001年1月　中央省庁再編により、「関西文化学術研究都市建設推進室」が国土庁の所属から国土交通省の所属に変わる。
- 2002年10月　国立国会図書館関西館が開館[6]。
- 2003年3月　第二京阪道路が開通（巨椋池－枚方東）。
- 2003年3月　国が設置を推進していた「私のしごと館」が完成・開館。
- 2003年4月　学研都市が「けいはんな学研都市知的特区」（構造改革特区）に認定される。
- 2005年7月　学研都市が「ロボット特区」の追加認定を受ける。
- 2006年3月　「関西文化学術研究都市サード・ステージ・プラン」が策定される。
- 2006年3月　近鉄けいはんな線が開通（生駒－学研奈良登美ヶ丘）。
- 2007年4月　「基本方針」の第3回変更。
- 2008年7月　国土交通省の担当部署が広域都市圏整備室に再編。
- 2010年3月　「私のしごと館」が閉館[6]。
- 2016年3月　「新たな都市創造プラン」が策定される。
- 2017年4月　新名神高速道路が開通（八幡京田辺－城陽）
- 2018年3月　平城宮跡歴史公園が開園。

## 地理

### 位置・規模
大阪府・京都府・奈良県の3府県8市町（以下参照）にまたがる京阪奈丘陵（枚方丘陵、生駒山、八幡丘陵、田辺丘陵、大野山、平城山丘陵）に位置している。相楽郡精華町は、全域が学研都市の区域に含まれている。総面積は、およそ150km2、そのうち文化学術研究地区はおよそ36km2である。計画人口は、約41万人。南田辺・狛田地区と精華・西木津地区の間には陸上自衛隊祝園分屯地がある。
2024年4月1日時点の面積、人口、文化学術研究地区（クラスター）の位置は次の通り。
|                  | 大阪府         | 大阪府         | 大阪府   | 京都府           | 京都府           | 京都府           | 奈良県         | 奈良県     |
| 枚方市           | 四條畷市       | 交野市         | 京田辺市 | 精華町           | 木津川市         | 奈良市           | 生駒市         |            |
| ---------------- | -------------- | -------------- | -------- | ---------------- | ---------------- | ---------------- | -------------- | ---------- |
| 面積（km2）      | 15.10          | 14.70          | 15.50    | 24.42            | 25.68            | 23.62            | 14.60          | 20.50      |
| 人口（人）       | 33,068         | 10,922         | 14,355   | 23,493           | 36,434           | 59,043           | 51,252         | 25,256     |
| 文化学術研究地区 | 氷室・津田地区 |                |          |                  | 精華・西木津地区 | 精華・西木津地区 |                | 高山地区   |
| 文化学術研究地区 |                | 清滝・室池地区 |          |                  | 平城・相楽地区   | 平城・相楽地区   | 平城・相楽地区 |            |
| 文化学術研究地区 |                |                |          | 田辺地区         |                  | 木津地区         |                |            |
| 文化学術研究地区 |                |                |          | 南田辺・狛田地区 | 南田辺・狛田地区 |                  | 平城宮跡地区   |            |
| 文化学術研究地区 |                | 田原地区       |          | 普賢寺地区       |                  |                  |                | 北田原地区 |

### 道路
自動車専用道路
- 新名神高速道路 - 八幡京田辺JCT・IC
- 第二京阪道路 - 京田辺松井IC・枚方東IC・枚方学研IC・交野北IC・交野南IC
- 京奈和自動車道 - 田辺北IC・田辺西IC・精華下狛IC・精華学研IC・山田川IC・木津IC

一般国道
- 国道1号（バイパス）
- 国道24号
- 国道163号
- 国道168号
- 国道307号

主要地方道
- 大阪府道・奈良県道7号枚方大和郡山線（峡崖の道・郡南街道）
- 大阪府道・奈良県道8号大阪生駒線（阪奈道路）
- 大阪府道17号枚方高槻線
- 京都府道22号八幡木津線（山手幹線を含む）
- 奈良県道・京都府道44号奈良加茂線
- 奈良県道・京都府道47号天理加茂木津線
- 奈良県道・京都府道52号奈良精華線
- 奈良県道・京都府道65号生駒井手線
- 大阪府道・京都府道71号枚方山城線
- 奈良県道・京都府道72号生駒精華線

一般府県道
- 奈良県道266号奈良西の京斑鳩自転車道線
- 京都府道323号木津停車場線
- 京都府道324号木津加茂線
- 京都府道326号けいはんな記念公園木津線（四つ池通）
- 京都府道327号相楽台相楽線
- 京都府道328号相楽台桜が丘線
- 大阪府道・奈良県道701号中垣内南田原線
- 大阪府道・京都府道736号交野久御山線（交久御線）
- 京都府道・奈良県道751号木津平城線（歌姫街道）
- 京都府道・奈良県道754号木津横田線（旧24号線）
- 京都府道801号京都八幡木津自転車道線

幹線市道
- ならやま大通り（生駒市道5号線）

### 鉄道
JR片町線の愛称（学研都市線）と近鉄けいはんな線の名称は学研都市が由来である。
西日本旅客鉄道（JR西日本）
- 片町線（学研都市線）
- 関西本線（大和路線）
- 奈良線

近畿日本鉄道（近鉄）
- 奈良線
- 京都線
- けいはんな線

JR西日本の北陸新幹線の京都駅 - 新大阪駅間のルート選定にあたり、関西文化学術研究都市付近を経由する「南側ルート」が想定されている。当初は精華・西木津地区に新駅を設置して、奈良県生駒市を経て新大阪へ至るルートであったが、国土交通省の試算結果では費用対効果が得られず、奈良県からは「負担するメリットがない」として反対されたことを踏まえて再検討され、奈良県を通らず京田辺市を通過し、松井山手駅付近に新駅を設置する案が与党整備新幹線建設推進プロジェクトチームの案として採用されている。
また、奈良市は近傍を通過するJR東海のリニア中央新幹線の新駅設置場所についての考えを尋ねる県のアンケートに「奈良市北部の関西文化学術研究都市が妥当と思われる」と回答している。

### バス
奈良交通
- 精華くるりんバス
- 木津川市きのつバス

京阪バス
- 四條畷市コミュニティバス

両社運行
- 京都けいはんな線（京都駅 - けいはんなプラザ）

## 関西文化学術研究都市建設促進法
1987年6月9日に公布・施行。要点を以下に記した。
- 学研都市とは、大阪府枚方市、交野市、四條畷市、京都府京田辺市、精華町、木津川市、奈良県生駒市、奈良市のうち、内閣総理大臣が定める地域を区域とする[11]。
- 文化学術研究地区とは、文化学術研究施設・文化学術研究交流施設を整備し、公共施設・公益的施設・住宅施設などを整備すべき地区で、関係府県知事が作成した建設に関する計画によってその区域が定められる[12]。
- 周辺地区とは、学研都市の文化学術研究地区の区域以外のことで、文化学術研究地区の整備に関連した施設を整備し、環境を保全すべき地区である[13]。
- 国土交通大臣は建設の基本方針を、関係府県知事は建設計画を決定・作成しなくてはならない[14][15]。
- 国は学研都市の整備、建設の資金の確保に努めなければならない[16]。
- 国は税制上での優遇などの措置を行う[17]。

## 文化学術研究地区
学研都市には、12の文化学術研究地区が設定されている。そのうち、普賢寺地区（京都府京田辺市付近）と北田原地区（奈良県生駒市付近）の整備は未着手だが、北田原地域は学研生駒テクノエリアの名で民間による開発が進んでいる。
文化学術研究地区内は各府県の建設計画により、文化学術研究ゾーン、住宅地ゾーン、公園・緑地ゾーン及びセンターゾーンに土地利用の区分がなされている。
立地施設（大学・大学院、研究機関、交流施設、宿泊研修施設）の総数は、2024年4月現在で157施設、施設の就業者数は11,928人である。

### 氷室・津田地区

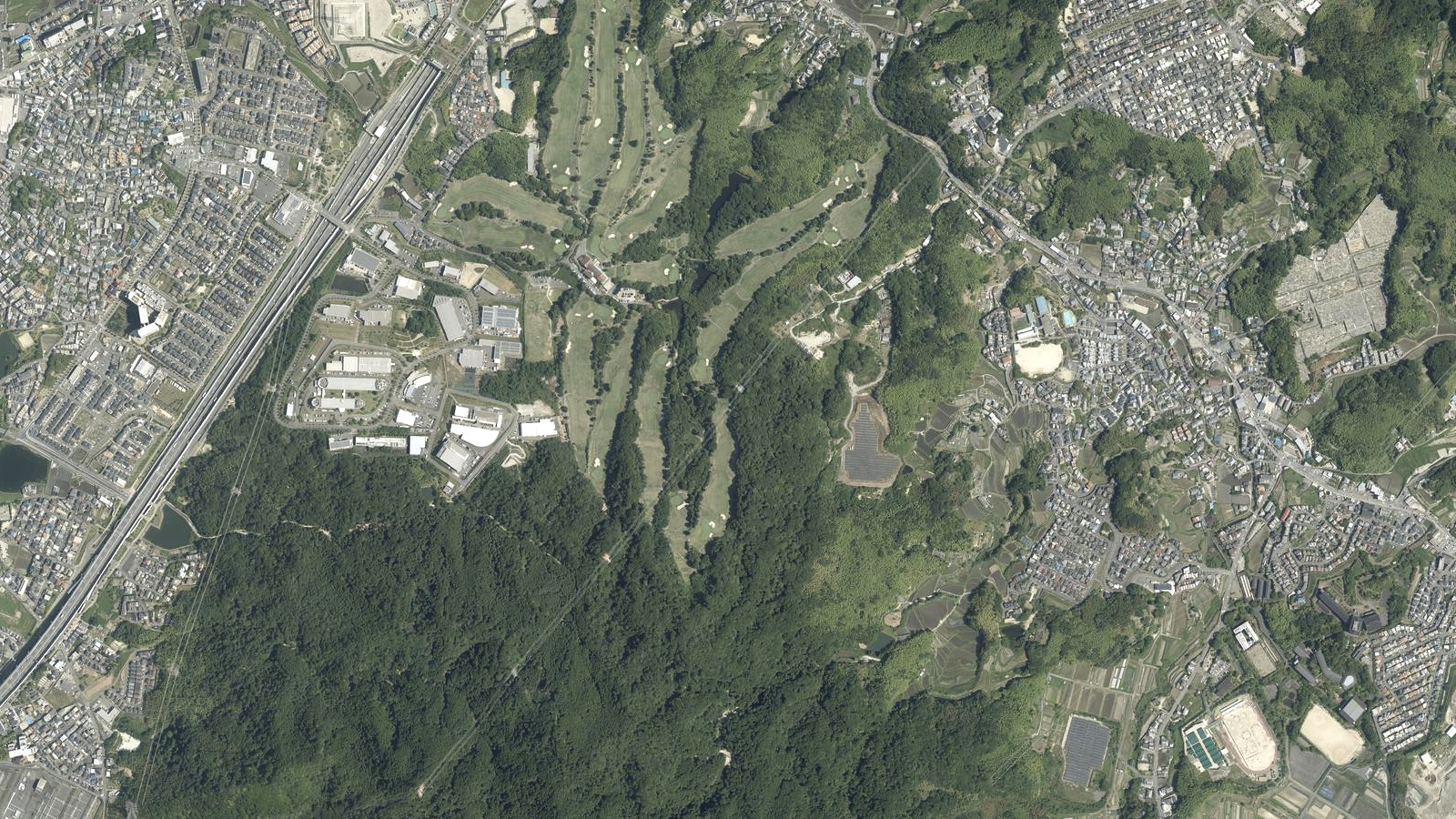
氷室・津田地区（2021年）

大阪府枚方市に位置し、面積は74ha。氷室地区と津田地区の2区画に分かれている。2024年4月1日時点の住民基本台帳人口は3,043人。津田地区の文化学術研究ゾーンを津田サイエンスヒルズと呼び、丘の斜面を整備した空見の丘公園があるほか、第二京阪道路の枚方学研インターチェンジがある。
おもな施設
- 大阪大学大学院工学研究科 自由電子レーザー研究施設
- 三晶株式会社 中央研究所
- 枚方技研
- 坂本設計技術開発研究所
- ダイイチテクノス
- キタムラ
- アスク
- 吉泉産業
- ブールミッシュ 枚方研究工場
- 清和光学製作所 関西事業者・製作所
- 河内金属
- カシーテクニカルセンター
- 伸和製作所
- 植田工業
- サワーコーポレーション
- 島川製作所
- タカゾノ
- イオンテクノセンター - 前身は2004年11月に経営不振のため解散した第三セクターのイオン工学センター。
- 森下仁丹 大阪テクノセンター
- 大阪府立北大阪高等職業技術専門校 - 2013年4月開校。
- 空見の丘公園

過去の施設
- 関西外国語大学学研都市キャンパス - 1984年4月に関西外国語短期大学（現関西外国語大学短期大学部） が穂谷学舎として開設した。1996年4月、国際言語学部を設置。2018年3月に閉鎖した。

### 清滝・室池地区

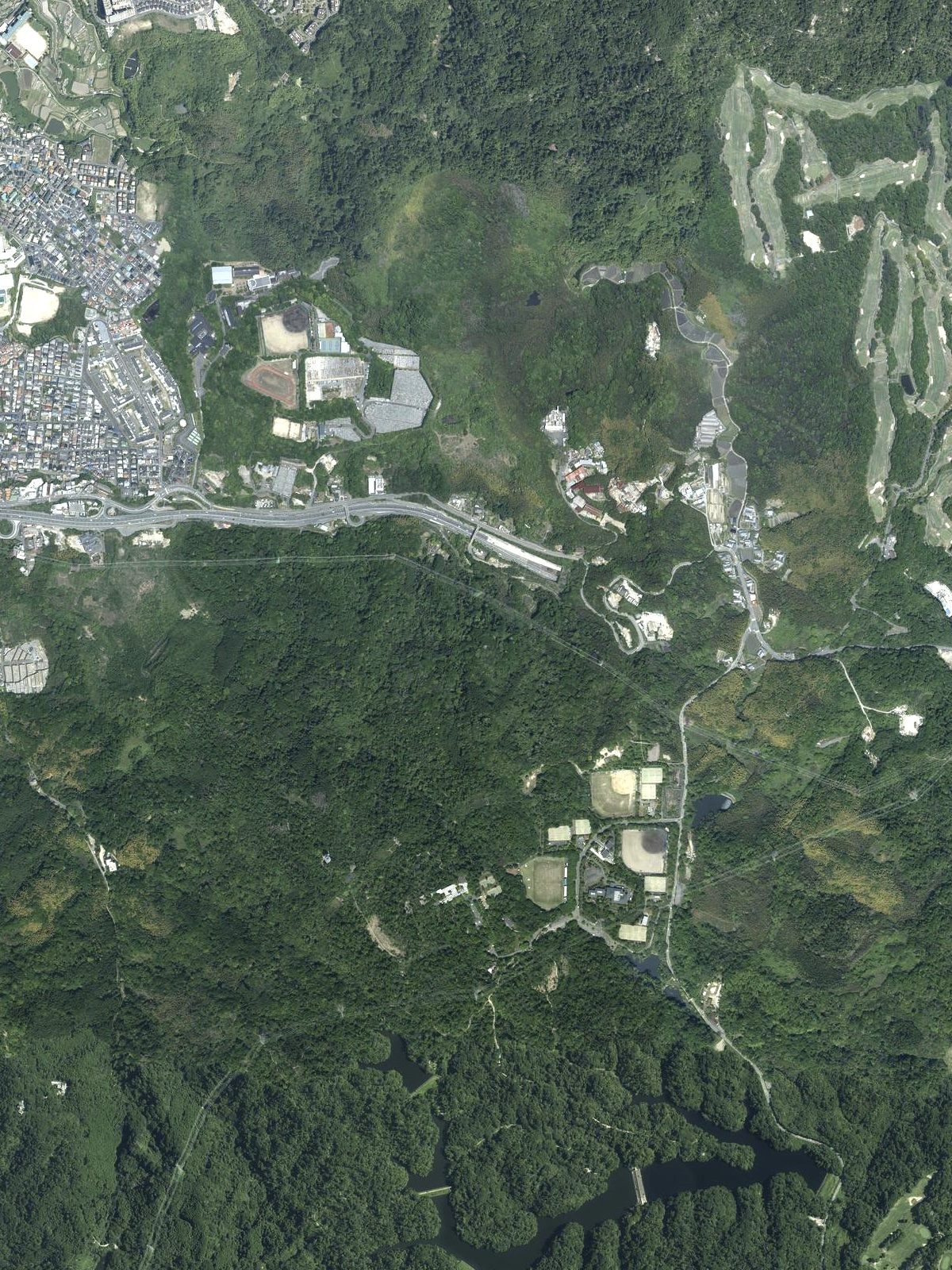
清滝・室池地区（2021年）

大阪府四條畷市に位置し、面積は340ha。2024年4月1日時点の住民基本台帳人口は129人。国道163号が通る。最寄り駅は忍ケ丘駅および四条畷駅。
おもな施設
- 緑の文化園 - 1991年4月完成。

### 田原地区

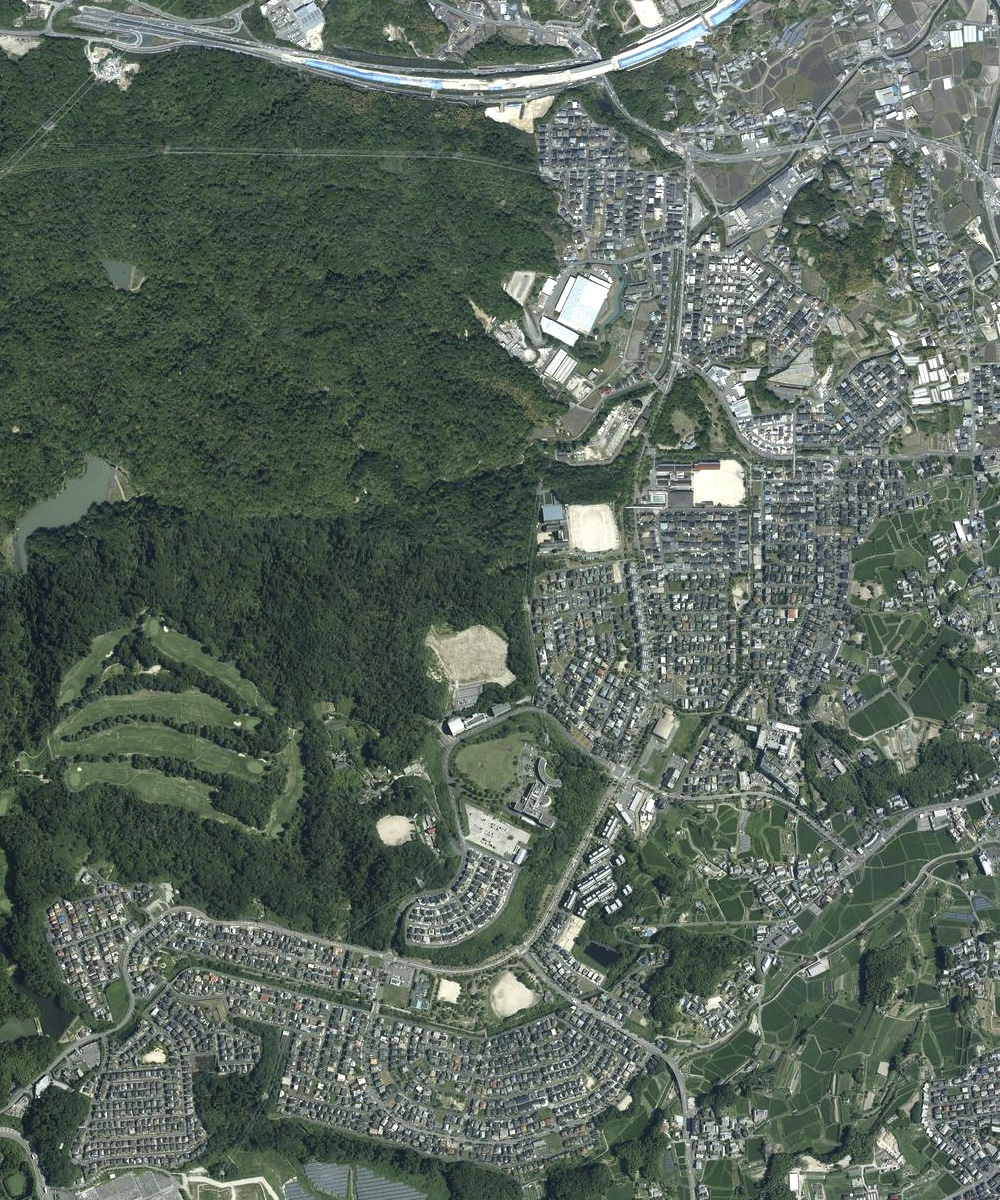
田原地区（2021年）

大阪府四條畷市に位置し、面積は127ha。2024年4月1日時点の住民基本台帳人口は6,880人。国道163号が通る。
おもな施設
- 大阪電気通信大学
- シャープ労働組合研修レクリエーションセンター「アイアイランド」
- SEI生駒セミナーハウス（生駒の名をとるが立地は四條畷市）

- 日本スピードショア 本社・研修所

過去の施設
- 東京海上日動火災保険 西日本研修センター

### 田辺地区

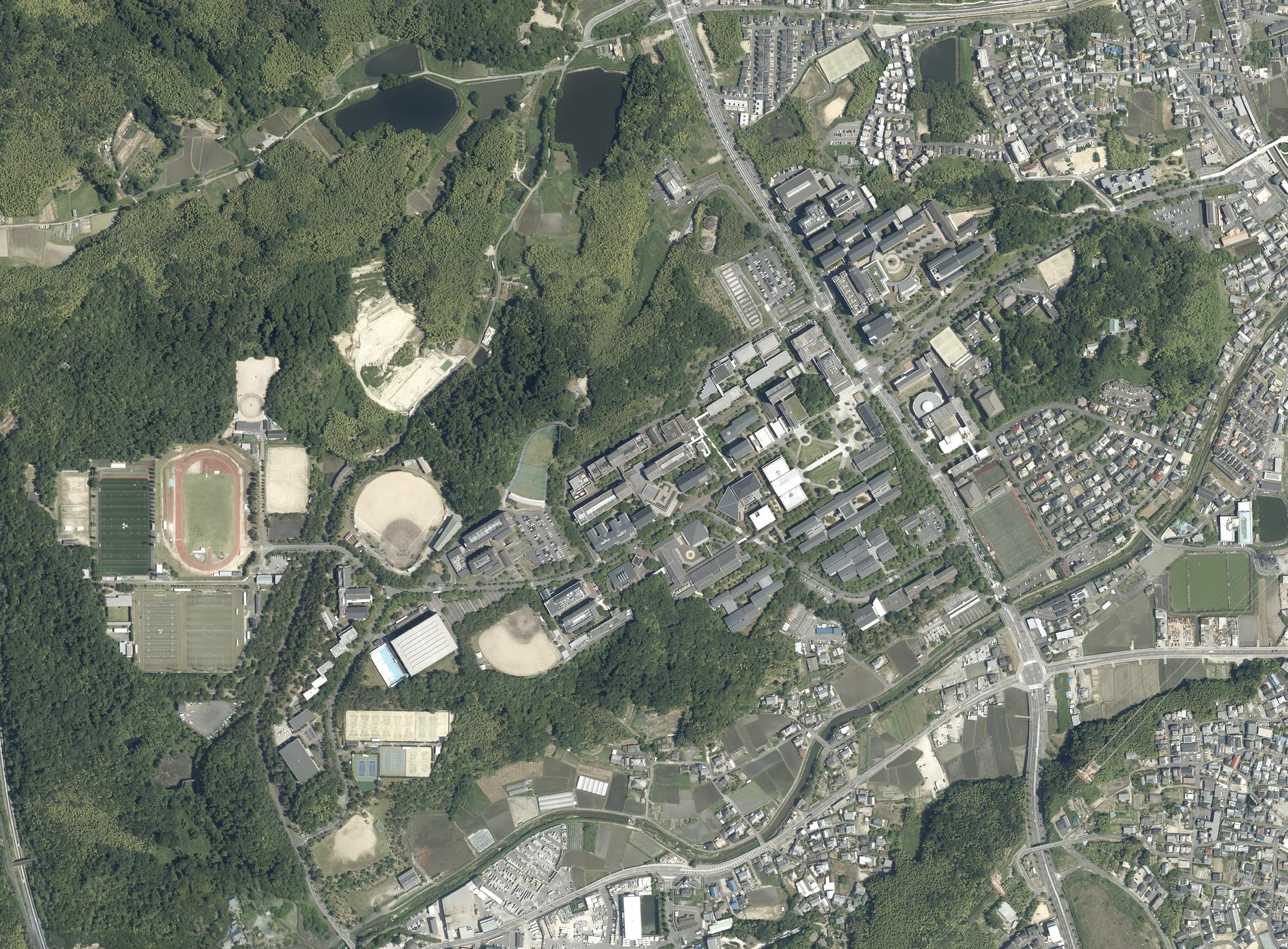
田辺地区（2021年）

京都府京田辺市に位置し、面積は100ha。2024年4月1日時点の住民基本台帳人口は57人。最寄駅は同志社前駅。
おもな施設
鉄道施設の整備が進められ、2002年3月にJR三山木駅、2005年8月に近鉄三山木駅の高架化工事が完成した。
- 同志社大学京田辺キャンパス - 1986年4月に田辺キャンパスとして開設。
- 同志社女子大学京田辺キャンパス - 1986年4月に田辺キャンパスとして開設。

### 南田辺・狛田地区

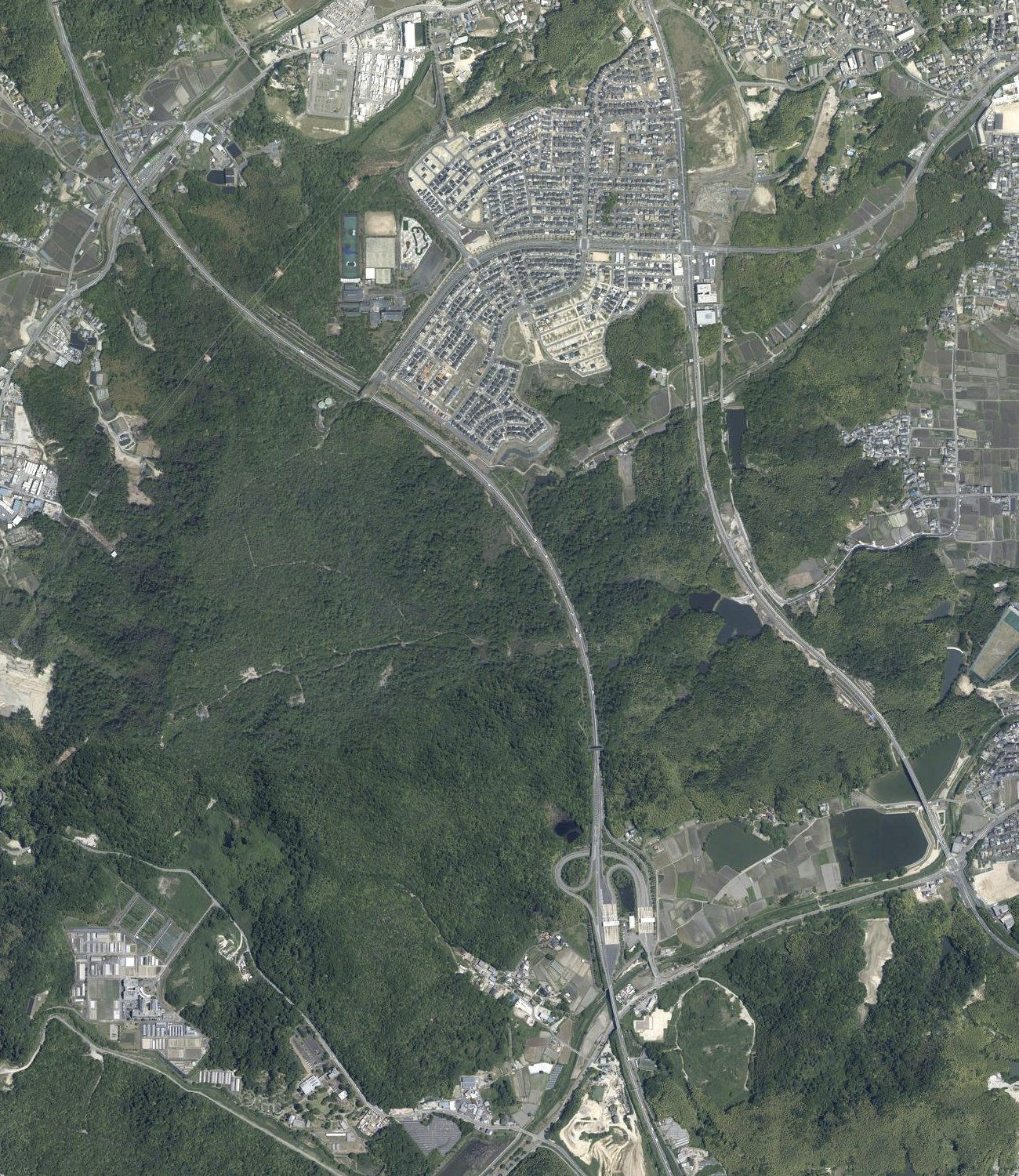
南田辺・狛田地区（2021年）

京都府京田辺市、精華町にまたがって位置し、面積は344ha。2024年4月1日時点の住民基本台帳人口は5,291人。京奈和自動車道の精華下狛インターチェンジがある。精華・西木津地区の建設に目処がついたことから、北部（南田辺東地区）に位置する同志社山手の開発を肇めに田辺西IC - 精華下狛IC間へのインターチェンジの検討など、計画や開発が進められている。南田辺西地区においてはフードテックを主とした研究開発、生産拠点としての開発が決定し、2027年度以降施設の立地が順次開始する見込みである。
おもな施設
- 京都府立大学精華キャンパス
- 京都府農林水産技術研究センター生物資源研究センター
- 同志社大学多々羅キャンパス - 京都厚生年金休暇センター（ウェルサンピア京都）の跡地に開設。

過去の施設
- 京都フラワーセンター - 1985年に学研都市の公的施設第１号として開設。社団法人フラワーセンターが運営し、後身の花空間けいはんなは2009年3月に閉園した。跡地は京都府立大学精華キャンパス産学公連携研究拠点施設エリアとして一部が一般公開されている[21]。

### 精華・西木津地区

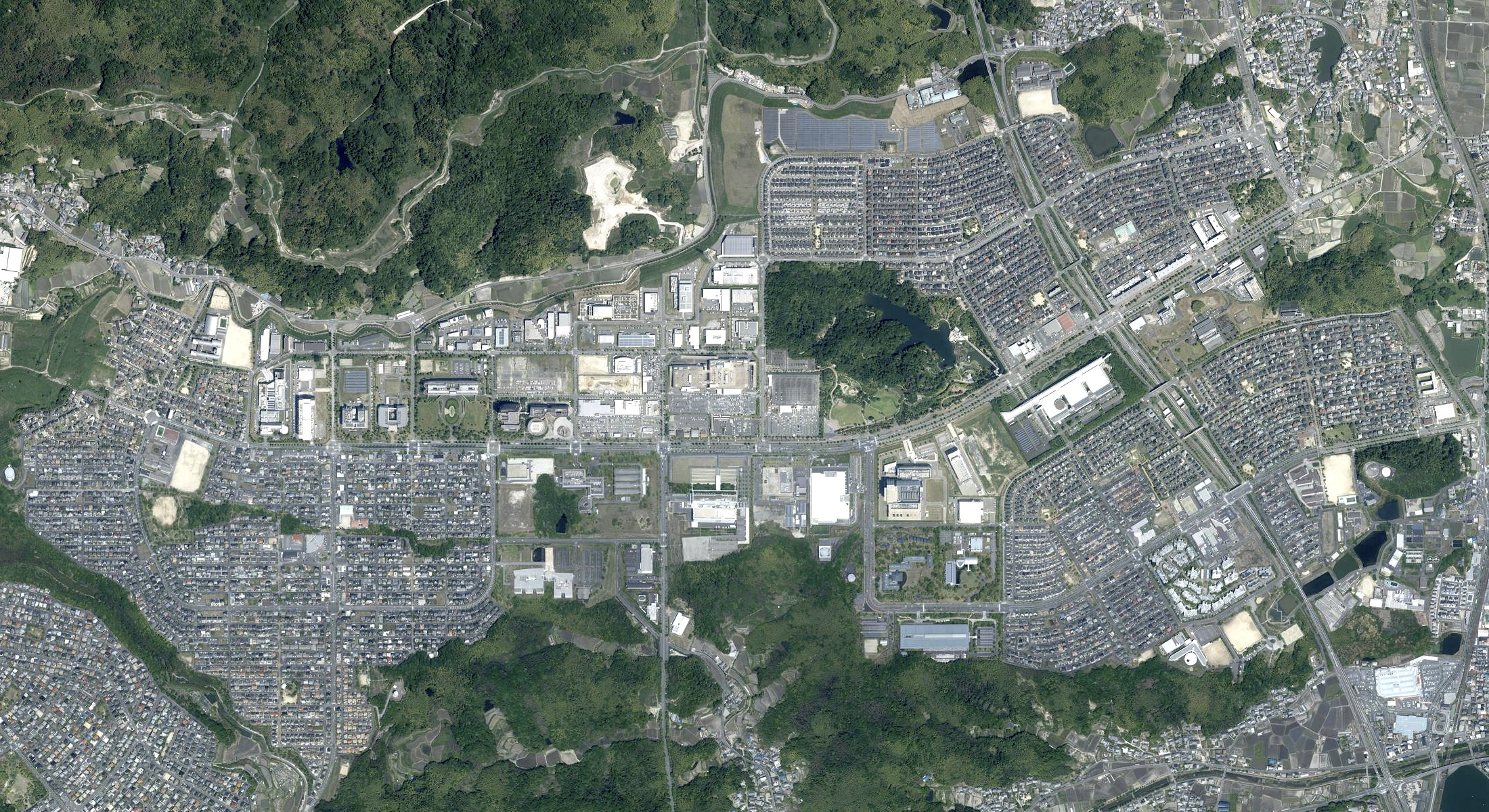
精華・西木津地区（2021年）

京都府精華町、木津川市にまたがって位置し、面積は506ha。学研都市全体の中心となる地区と位置づけられている。1988年6月から入居を開始した木津川台住宅地は学研都市で最初の民間開発のニュータウンである。2024年4月1日時点の住民基本台帳人口は20,213人。最寄駅はJR祝園駅・近鉄新祝園駅。京奈和自動車道の精華学研インターチェンジがある。
研究・産業施設
- 国際高等研究所（IIAS）
- 地球環境産業技術研究機構（RITE）
- 情報通信研究機構（NICT） ユニバーサルコミュニケーション研究所
- 国際電気通信基礎技術研究所（ATR） - 1989年4月に第三セクター方式により学研都市の中核研究所として開所した。
- 島津製作所 基盤技術研究所
- 京セラ けいはんなリサーチセンター
- NTTコミュニケーション科学基礎研究所
- オムロン 京阪奈イノベーションセンタ
- サントリー ワールド リサーチセンター - 2015年7月開所[22]。
- ニデック　ニデックけいはんなテクノロジーセンター・システム生産開発センター[23]
- けいはんなオープンイノベーションセンター（KICK） - 京都府が旧私のしごと館を引き継ぎ、2015年に開所した[24]。
- 大幸薬品 京都工場・研究開発センター
- テクノフレックス 京都研究所
- 理化学研究所
  - 情報統合本部
  - 革新知能統合研究センター
  - バイオリソース研究センター
- 環境衛生薬品 生活圏環境衛生研究所
- イチグチ 京都光台研究所
- SEW-オイロドライブ・ジャパン 京都オペレーションセンター
- 三菱UFJ銀行 関西ビジネスセンター[25][26]
- アテックス 京都事業所
- 昭和ゴム 京都生産技術センター
- 双和化成
- カゴヤ・ジャパン けいはんなラボ
- 井上製作所
- スプレッド
- ダイナミックツール
- フォトン
- 内外化成
- KEC関西電子工業推進センター
- ウィル
- サイレックス・テクノロジー
- ヒラヰ電計機
- エンゼルプレイングカード製造 関西学研工場
- ジェヌインアールアンドディー
- 環境相互リサーチ
- アドコート
- 東英産業
- ウィルコンサルタント
- SEW-オイロドライブ・ジャパン
- オリエンタルベーカリー
- モリテックスチール
- エースジャパン
- ニューロン
- ケーピーエス工業
- サンシード
- プロテックス・ジャパン
- テクノーブル
- 新日本理科 京都R&Dセンター
- イーシーフロンティア
- ウイスト
- 相楽工業
- 髙由金属
- 広和工業
- 加地
- 日本制御
- ジーネス

教育文化施設
- 国立国会図書館関西館
- 同志社大学学研都市キャンパス - 2006年11月、キヤノンエコロジー研究所の跡地に開設。
- 同志社国際学院

その他施設
- けいはんな記念公園（京都府立関西文化学術研究都市記念公園） - 1995年4月供用開始。
- けいはんなプラザ - 1993年4月に文化学術研究交流施設（法律第2条第5項）として開業。
- アピタタウンけいはんな
- ビエラタウンけいはんな

開設予定の施設
- 日本郵政（仮称）Wプロジェクト（2019年10月竣工）[27][28]

かつて存在した施設
- 雇用・能力開発機構　私のしごと館 - 2010年閉館。建物・敷地はそのまま残され、2015年に「けいはんなオープンイノベーションセンター」がオープン。
- ルイ・ルルー美術館
- 大川情報通信基金 大川センター - 跡地に日本電産生産技術研究所が立地。
- キヤノン エコロジー研究所 - 2004年5月に閉鎖、移転した。跡地・建物は2005年12月に同志社大学が取得した。
- 住友金属工業 ハイクォリティライフ研究所 - 2002年、情報通信研究機構に建物を譲渡。
- パナソニック イノベーション推進部門京阪奈地区 - 2022年に売却[29]。

文化団体　
- けいはんなフィルハーモニー管弦楽団 - けいはんなプラザに本拠地を置くオーケストラ

### 木津地区

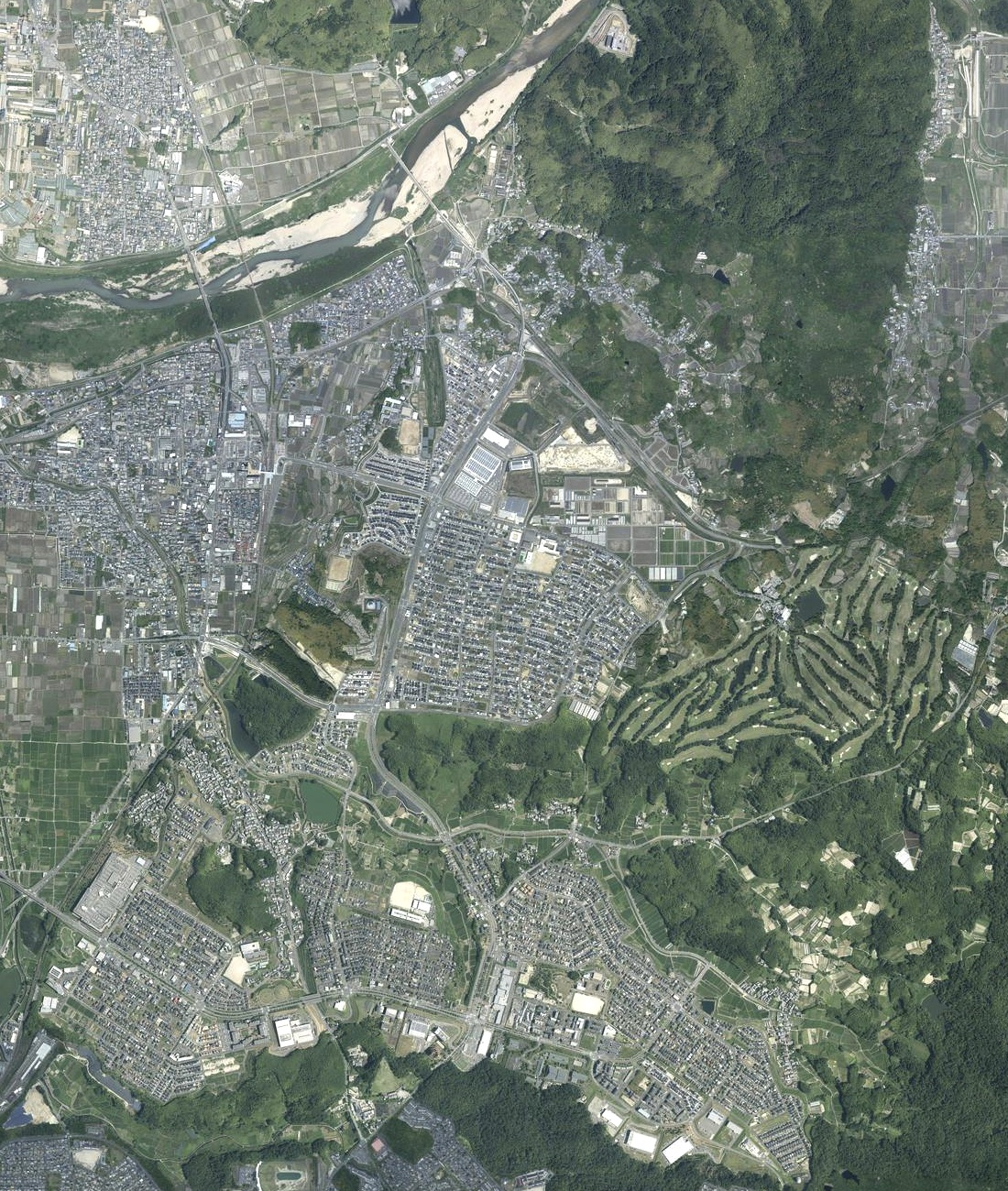
木津地区（2021年）

京都府木津川市に位置し、面積は737 ha。2024年4月1日時点の住民基本台帳人口は、南地区14,672人、中央地区10,296人、合計24,968人。最寄駅は大和路線木津駅。京奈和自動車道の木津インターチェンジがあり、国道163号が通る。
おもな施設
- 量子科学技術研究開発機構 関西光科学研究所
- きっづ光科学館ふぉとん
- ロート製薬 ロートリサーチビレッジ京都 - バイエル薬品から2005年に取得
- タツタ電線 タツタテクニカルセンター
- 京都大学大学院農学研究科附属農場

過去の施設
- バイエル薬品 中央研究所

### 平城・相楽地区

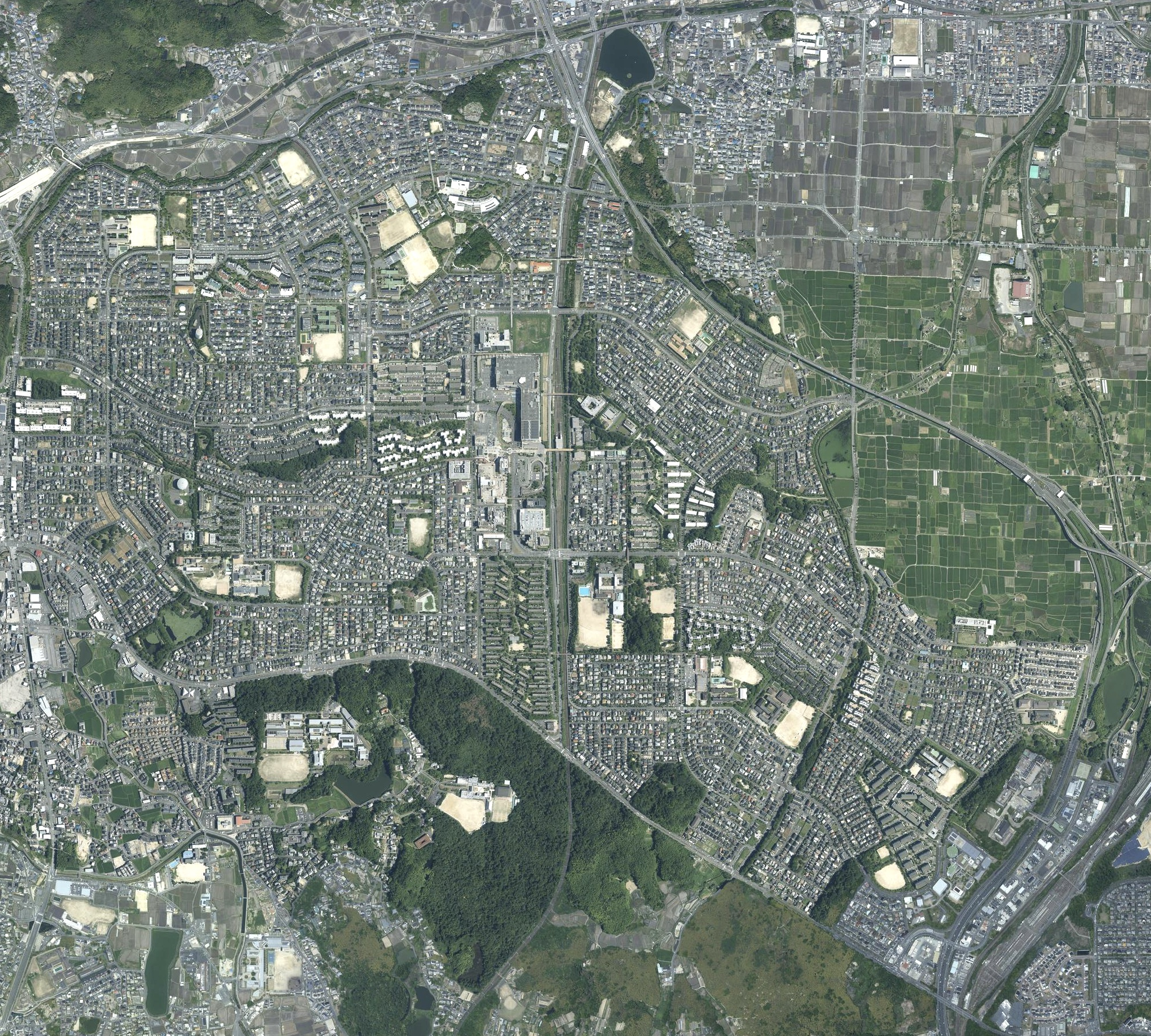
平城・相楽地区（2021年）

京都府精華町、木津川市、奈良県奈良市にまたがって位置し、面積は626 ha。2024年4月1日時点の住民基本台帳人口は、京都府域16,892人、奈良県域23,161人、合計40,053人。最寄駅は近鉄高の原駅。京奈和自動車道・国道24号・国道163号に面し、山田川インターチェンジと木津インターチェンジがある。
おもな施設
- 京都府域

- - ハイタッチ・リサーチパーク - 1990年9月に開設した兜台と相楽台にまたがる研究施設。ハイタッチとは、人間の感性を視点にテクノロジーの有効活用を図ることを意味する[30]。最寄駅は近鉄山田川駅。
    - きんでん 京都研究所
    - 積水ハウス 総合住宅研究所
    - 二条丸八セレモニー研究所
    - 日本通信機器 コミュニティパレス
    - 福寿園 CHA遊学パーク
    - 日立造船 環境事業本部開発センター - 旧アタカ大機←アタカ工業 環境研究所
- 奈良県域

- - 奈良市北部会館
  - ならやま研究パーク - 最寄駅はJR平城山駅。
    - アイコム ならやま研究所
    - SHIN-JIGEN
    - 南都経済研究所
    - 大和ハウス工業 総合技術研究所

過去の施設
- PHP総合研究所「PHP総合研究所・研修開発センター」
- 松下社会科学振興財団 松下資料館 - 2013年に京都市南区に移転。
- 三輪そうめん山本 ならやま麺ゆう館

### 高山地区

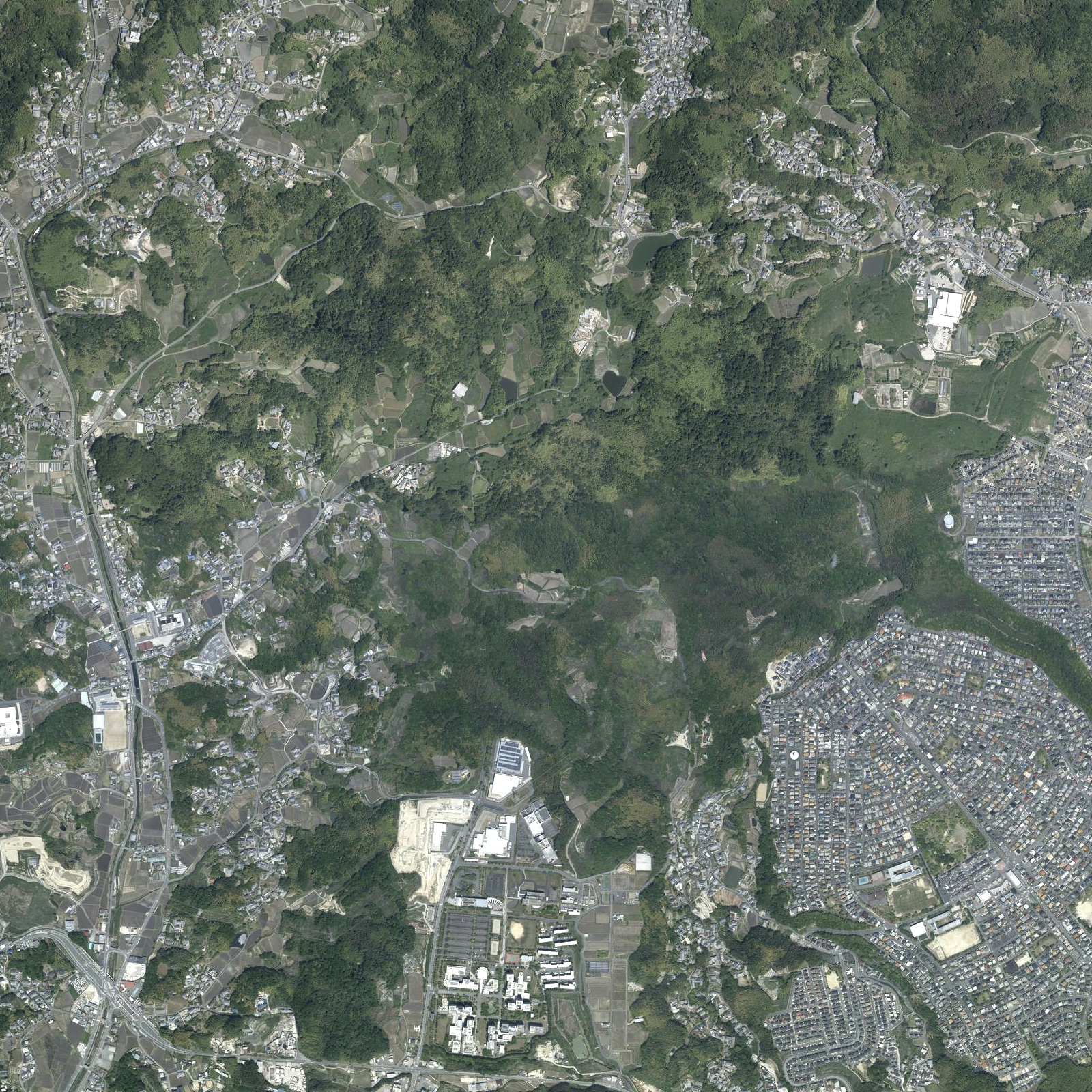
高山地区（2021年）

奈良県生駒市に位置し、面積は約333ha。2024年4月1日時点の住民基本台帳人口は550人。最寄駅は近鉄学研北生駒駅で、地区は国道163号に面する。現在まで高山第一工区の開発が進行してきたが、その北部及び西部に広がる高山第二工区（約288ha）について事業化が検討・推進が活発化している。
おもな施設
- 奈良先端科学技術大学院大学
- 高山サイエンスプラザ
- 高山竹林園
- KEC関西電子工業振興センター 生駒第1試験サイト、生駒第2試験サイト
- 参天製薬 奈良研究開発センター
- 上六印刷 本社・工場
- Burley Plus 本社・工場
- 芦田製作所 本社・工場
- 日阪製作所　生駒事務所
- ソフトバンク　生駒データセンター（仮）（令和6年4月開設予定）[32]（日本電気跡地）

かつて存在した施設
- 日本電気 関西研究所
- 通信放送機構（NICT）奈良リサーチセンター

### 平城宮跡地区

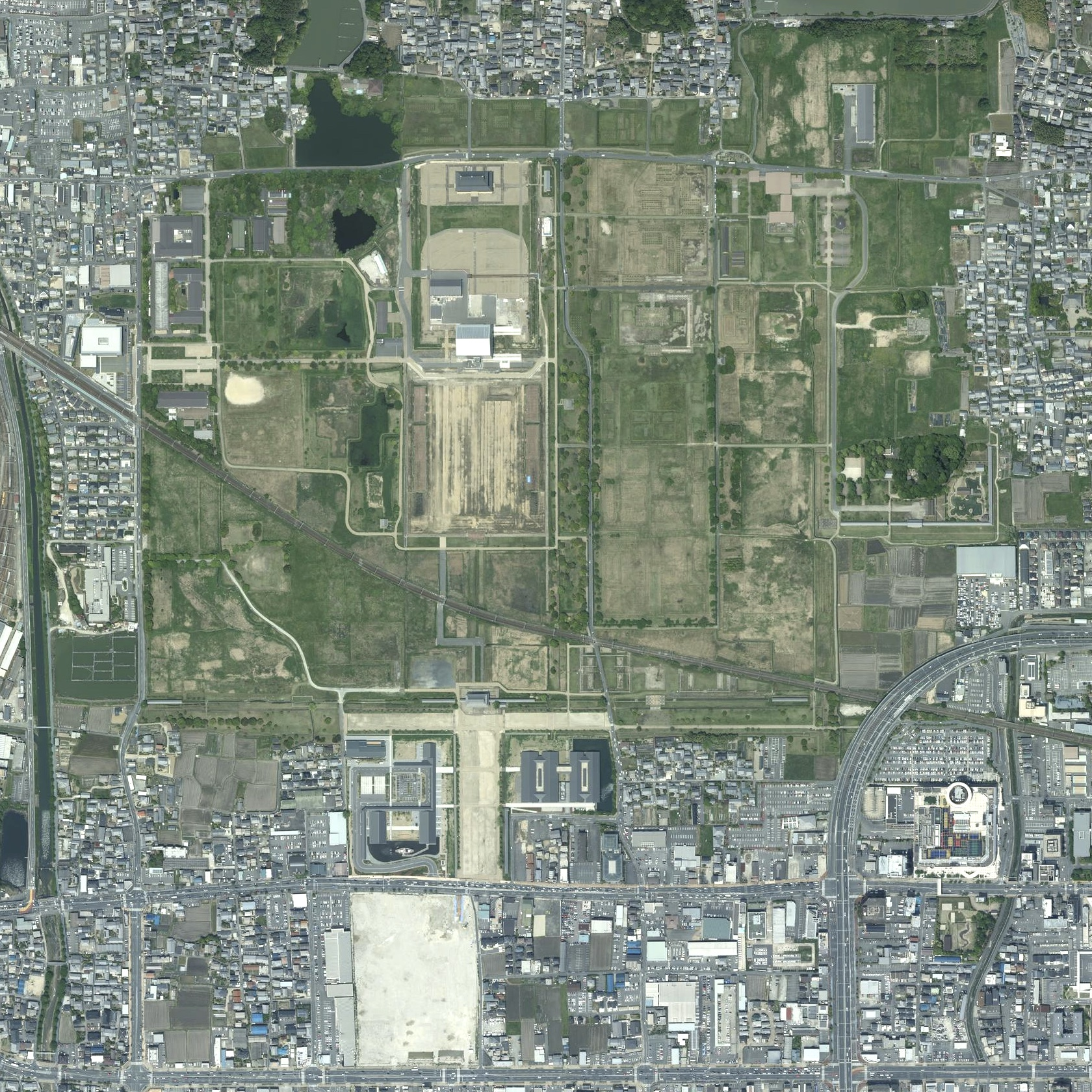
平城宮跡地区（2021年）

奈良県奈良市に位置し、面積は142 ha。2024年4月1日時点の住民基本台帳人口は462人。最寄駅は近鉄大和西大寺駅。
おもな施設
- 奈良文化財研究所
- 平城宮跡歴史公園 - 2018年3月に開園。

## 関西文化学術研究都市推進機構
1986年6月に設立された内閣総理大臣所管の公益財団法人。都市建設及び運営、新産業の創出と産業振興を活動の2本柱とする。
国、自治体、経済界の連携・支援の下、けいはんなプラザ内に本部を持ち、環境エネルギー産業はじめ、学研都市発の新産業の創出と振興を目指し、公的資金等を活用した様々な新産業創出プロジェクトを実施している公的機関である。常務理事・事務局長は河内智明（UR）。また、公益社団法人関西経済連合会内（大阪市北区）に大阪オフィスを設置している。大阪オフィスは、関西経済連合会が1996年に設立した新事業支援機関であるアイ・アイ・エス（新事業創出機構）を母体とするものである。
2009年7月に、産官学で設置された「けいはんな新産業創出・交流センター」を統合、一層の機能強化が図られた。2012年4月に公益財団法人へ移行した。

## 問題点
同じ研究都市である筑波研究学園都市が茨城県つくば市1市のみに位置しているのに対して、学研都市は3府県8市町にもまたがっており、12の文化学術研究地区や周辺地区をぶどうの房のように分散配置（「クラスター型」）しているため、全体を統括することが難しくなっている。特に、各地区をつなぐ道路網は未完成である。また、それらの全体をつなぐ公共交通機関がない。
既存の鉄道駅から離れている地区も多い。たとえば、都市全体の中心である精華・西木津地区に公共交通機関で行こうとすると、近鉄京都線新祝園駅、JR学研都市線祝園駅または、近鉄けいはんな線学研奈良登美ヶ丘駅でバスに乗り換える必要がある。
計画当初に危惧されていた通り、立地する研究機関は理工系のものが多く、文化系の機関はまだまだ数が少ない。国立国会図書館関西館や私のしごと館があるが、後者は行政改革のあおりを受けて赤字が問題視され、2010年には廃止された。
梅棹忠夫の「新京都国民文化都市構想」での提案を受けて京都府が推進しようとした国立総合芸術センターは、世界最大の芸術博物館、芸術劇場、芸術研究所、芸術文化大学校などからなる巨大複合文化施設であるが、現在のところでは実現の目途はたっていない。